# Reserva índia Santa Rosa
La reserva índia Santa Rosa és la reserva índia de la tribu reconeguda federalment banda Santa Rosa d'indis cahuilla al comtat de Riverside (Califòrnia). No s'ha de confondre amb la Ranxeria Santa Rosa, es troba al comtat de Riverside, a les Muntanyes Santa Rosa, vora la vila d'Anza. Té una superfície d'11.092 acres (44,89 kilòmetres quadrats). Fou establerta en 1907.
La seu de la tribu es troba a Hemet (Califòrnia). John Marcus és llur actual cap tribal.

## Història
El govern federal ha supervisat de prop els cahuilla des de 1891. Es van obrir escoles públiques per a nens cahuilla i els missioners protestants es van traslladar a la reserva. Durant el segle XX la tribu va subsistir gràcies a la ramaderia i el treball assalariat. Molts membres de la banda Santa Rosa no viuen a la reserva. El 1970, només 7 dels 61 membres inscrits de la tribu viuen a la reserva. La tribu ha millorat gràcies a l'educació i la diversitat econòmica des de 1970.